# Hespagarista eburnea
Hespagarista eburnea är en fjärilsart som beskrevs av Jordan. Hespagarista eburnea ingår i släktet Hespagarista och familjen nattflyn. Inga underarter finns listade i Catalogue of Life.